# Samodetekující kód
Samodetekující kódy slouží k jednoduchému ověření správnosti zadaných dat. Princip je založen na tom, že zadaná data (číselné údaje) jsou buď rovnou, nebo po určité matematické operaci dělitelná daným číslem (nejčastěji bývá voleno číslo 11 – tzv. jedenáctkový samodetekující kód). Daný dělitel by měl splňovat několik kritérií:
- dvoucifernost (aby se dala vždy odhalit chyba zadaná v jediné cifře)
- prvočíselnost

Čím vyšší dělitel se zvolí, o to delší bude výsledný kód, ale také vyšší pravděpodobnost odhalení chyby. U jedenáctkového samodetekujícího kódu je zaručeno, že při zadání jedné cifry chybně bude omyl odhalen, u dvou špatně zadaných cifer už je pravděpodobnost odhalení pouze 10/11.
Při kontrole parity je výše volené prvočíslo 2. 
Kódy  určené pro počítačové zpracování používají často jiné, i podstatně složitější principy. Například kryptografické hašovací funkce.

## Konkrétní aplikace
Všechna rodná čísla vytvořená v Československu a v Česku od roku 1986 včetně jsou dělitelná jedenácti (poslední čtyři číslice jsou voleny tak, aby každé rodné číslo tuto vlastnost splňovalo). Na podobném principu (ne nutně dělitelnosti 11) jsou ošetřeny všechny ISBN a ISSN kódy, čísla bankovních účtů a platebních karet a některé čárové kódy, např. EAN-13.

## Nedostatky
U samodetekujících kódů je možné ověřit správnost dat, při odhalení chyby ale není možné zjistit původní informaci. Tento nedostatek je odstraněn u samoopravných kódů, které dovolují při dostatečně malém poškození zrekonstruovat původní data. V obou případech jsou dodatečné informace redundantní, tj. nepřenášejí užitečná data, a tím snižují efektivitu záznamu i přenosu dat.